# ميثيل ثالثي بوتيل الإيثر
ميثيل ثالثي بوتيل الإيثر (والذي يرمز له اختصاراً MTBE) هو مركب كيميائي سائل ينتج من تفاعل الميثانول مع الإيزوبوتيلين فوق مبادلات أيونية (من راتنج بولي ستايرين مسلفن في الطور السائل) كعامل حفز حمضي وعند درجة حرارة تصل إلى 150 درجة مئوية وضغط يصل إلى 14 ضغط جوي.

## الاستخدامات
وأهم استخدامات مادة الإم تي بي إي أنها تضاف إلى وقود السيارات لتحسين أداءه ونوعيته بدلاً من مركبات الرصاص التي كانت تستعمل كمانع خبط في السابق وتُلوّث الجو وتُسبب الامراض السرطانيه وتترسب في الرئة.